# Rediu (gmina w okręgu Gałacz)
Rediu – gmina w Rumunii, w okręgu Gałacz. Obejmuje miejscowości Plevna i Rediu. W 2011 roku liczyła 1891 mieszkańców. 